# Acker-Wachtelweizen
Der Acker-Wachtelweizen (Melampyrum arvense) ist eine formenreiche Pflanzenart aus der Gattung Wachtelweizen (Melampyrum) in der Familie der Sommerwurzgewächse (Orobanchaceae).

## Beschreibung

### Vegetative Merkmale

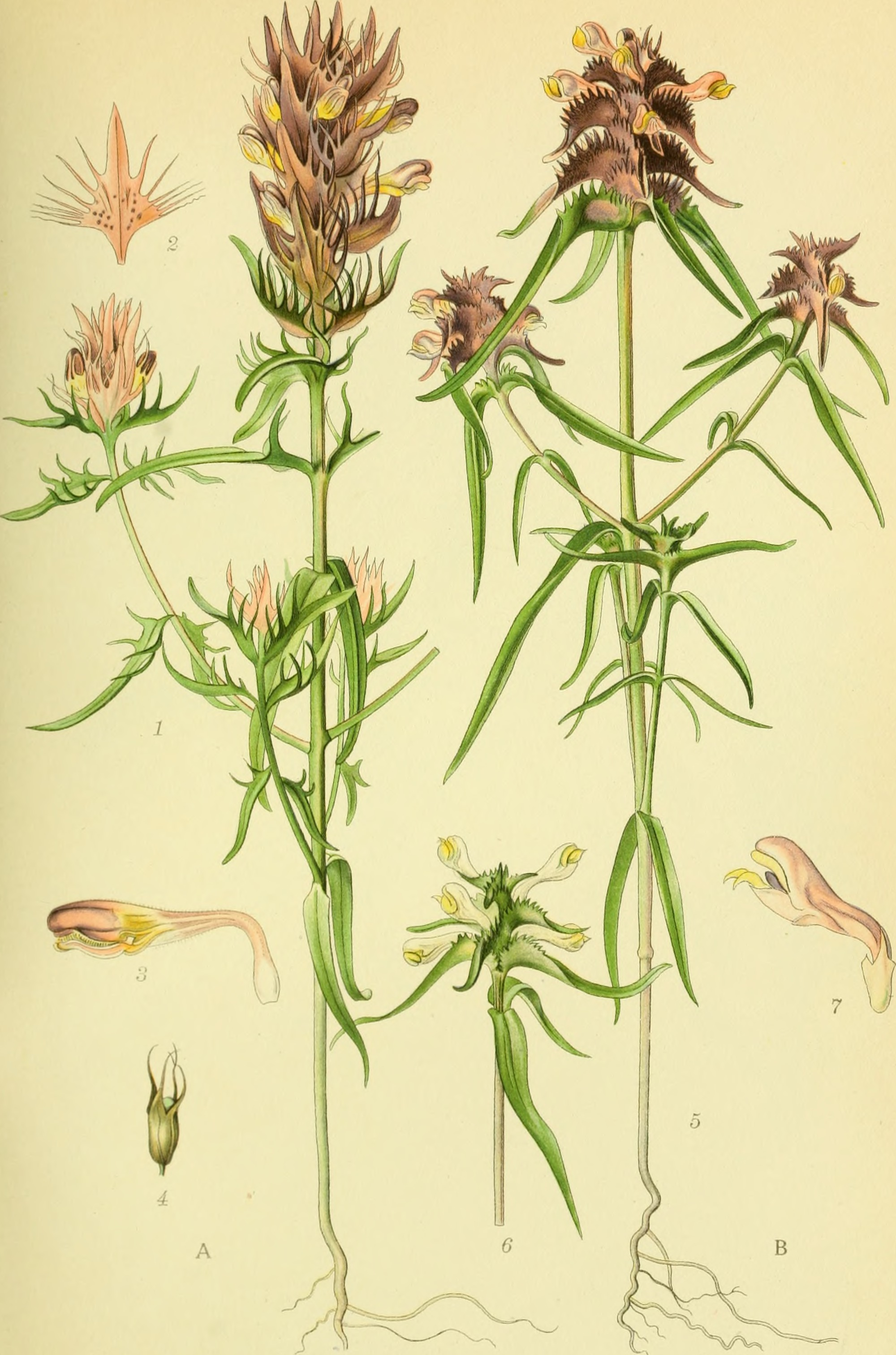
Illustration aus Billeder af nordens flora, 1917, links der Acker-Wachtelweizen (Melampyrum arvense), rechts der Kamm-Wachtelweizen (Melampyrum cristatum)

Der Acker-Wachtelweizen ist eine einjährige krautige Pflanze und erreicht Wuchshöhen von 10 bis 30 Zentimetern. Die Stängel  sind aufrecht und schwach verzweigt. Die Laubblätter sind linealisch bis lanzettlich; die unteren sind ganzrandig, die oberen am Grund gezähnt.

### Generative Merkmale
Die Blütezeit reicht von Mai bis August. Die Blüten sind in einem kegelförmigen oder walzlichen, ährigen Blütenstand angeordnet. Die Tragblätter sind hell- bis lilarot. Die purpurfarbenen oder seltener gelb-grünen Hochblätter sind ei-lanzettlich und haben im unteren Teil grannenförmige Zähne.
Die zwittrigen Blüten sind zygomorph. Der flaumig behaarte Blütenkelch ist fast so lang wie die Kronröhre. Die Blütenkrone ist 2 bis 2,5 Zentimeter lang, die Kronröhre ist gelblich bis weißlich, die Lippen sind rötlich. Die Oberlippe ist helmförmig gebogen. Die am Rand aufgebogene Unterlippe liegt fast an der Oberlippe an; der Kronschlund  ist dadurch fast geschlossen.
Die ovalen Kapselfrüchte verschmälern sich an beiden Enden.
Die Chromosomengrundzahl beträgt x = 9; es liegt Diploidie vor mit einer Chromosomenzahl von 2n = 18.

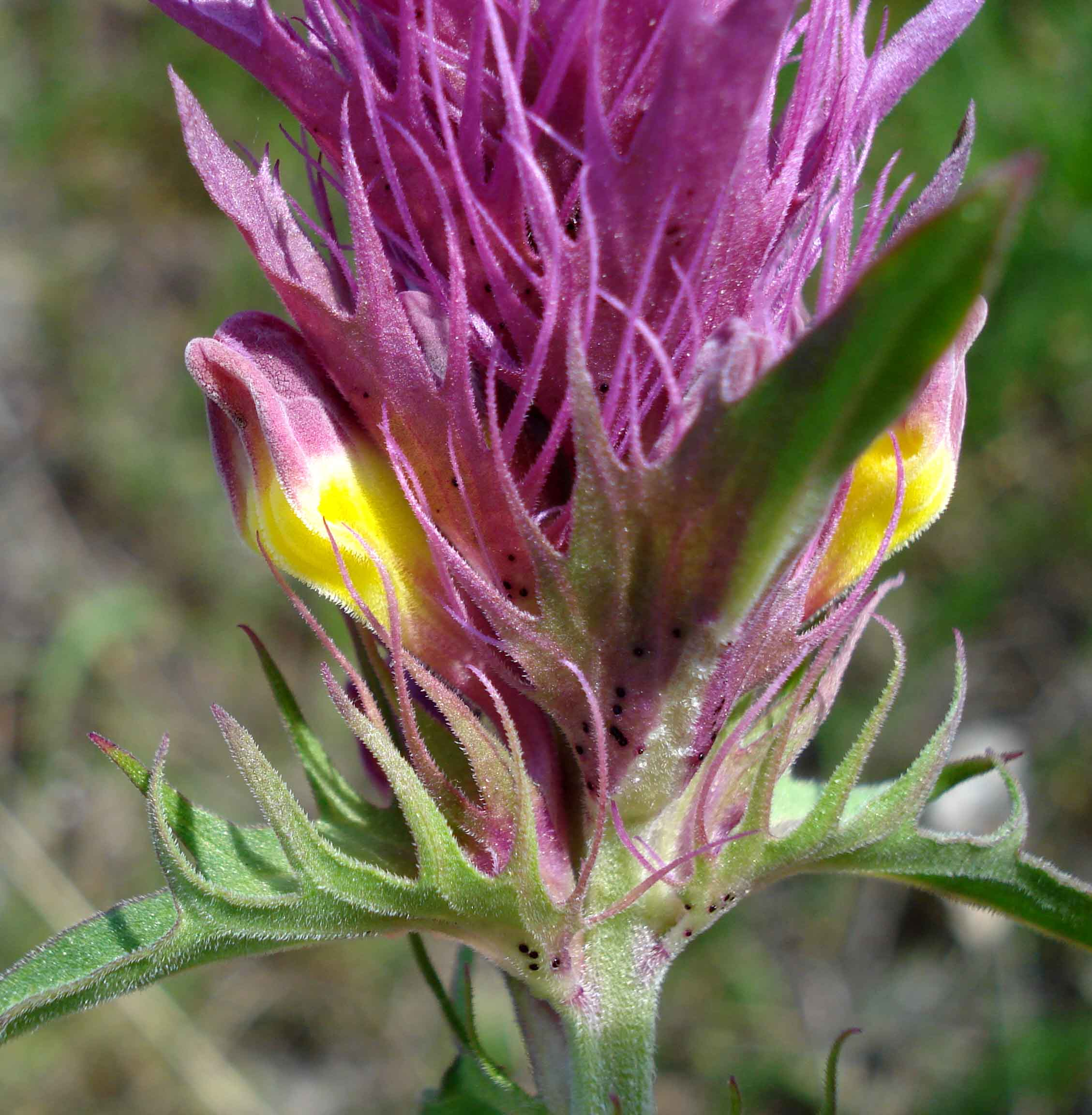
Ausschnitt eines Blütenstandes
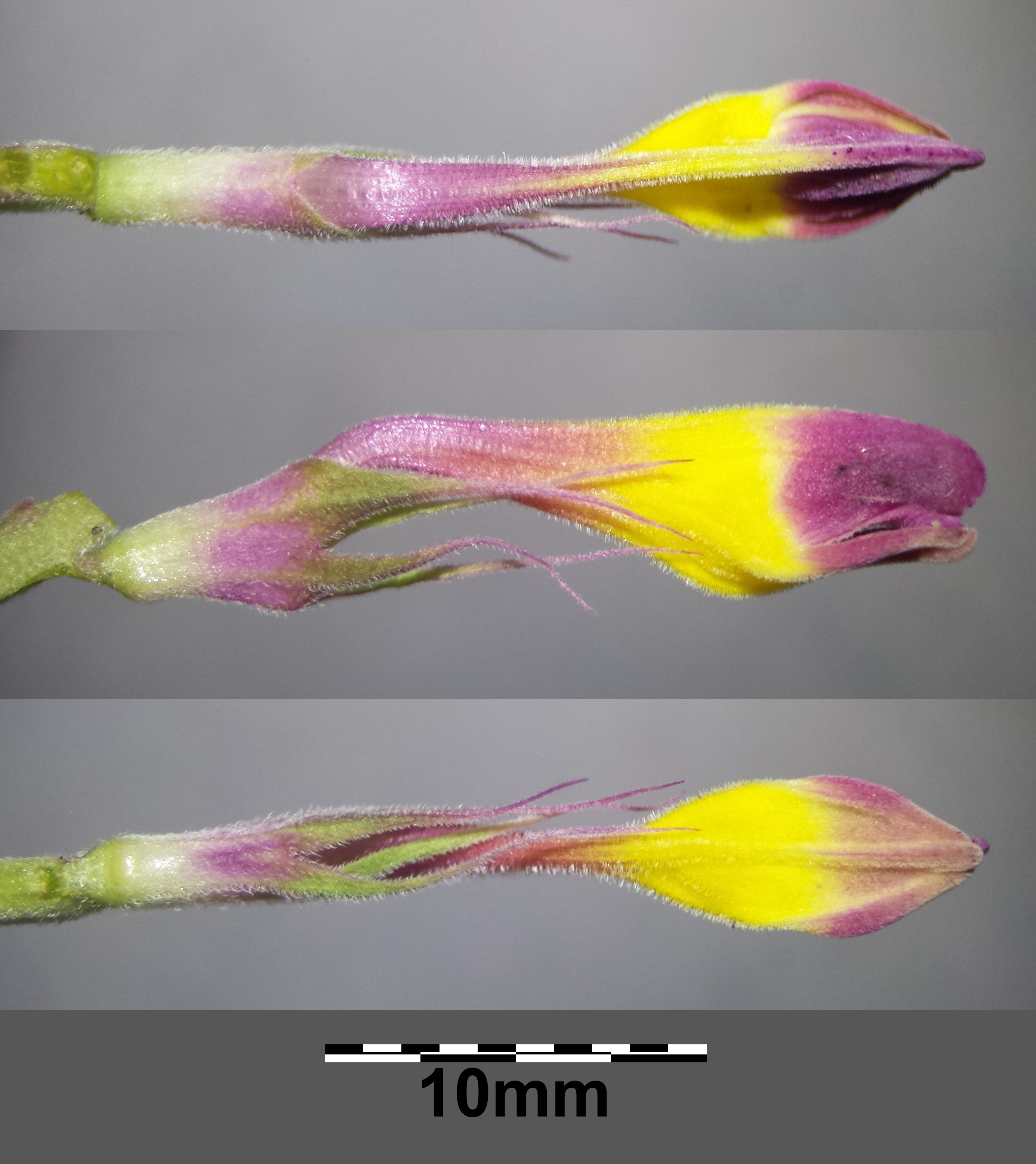
Blüte mit lockerhaarigem Kelch
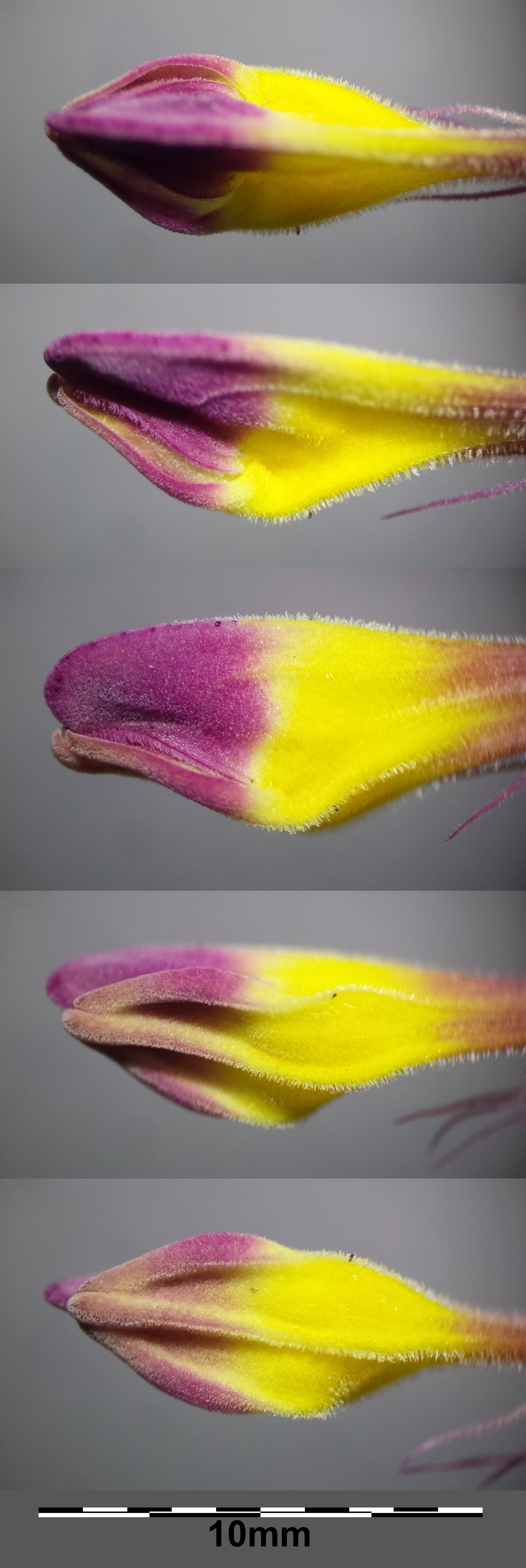
Geschlossener Kronenschlund mit aufgebogener Unterlippe
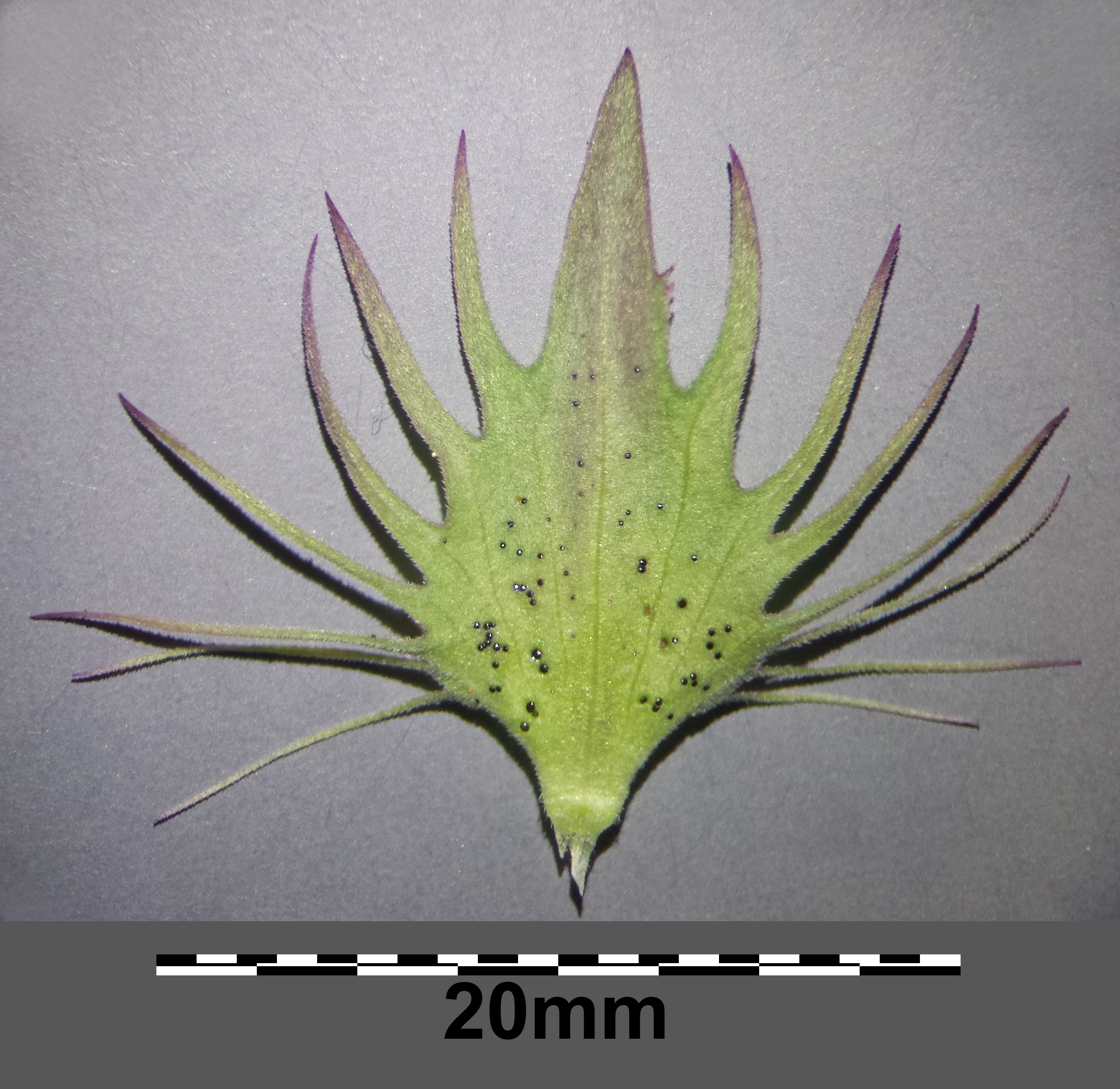
Unteres Deckblatt mit langen Borstenzähnen
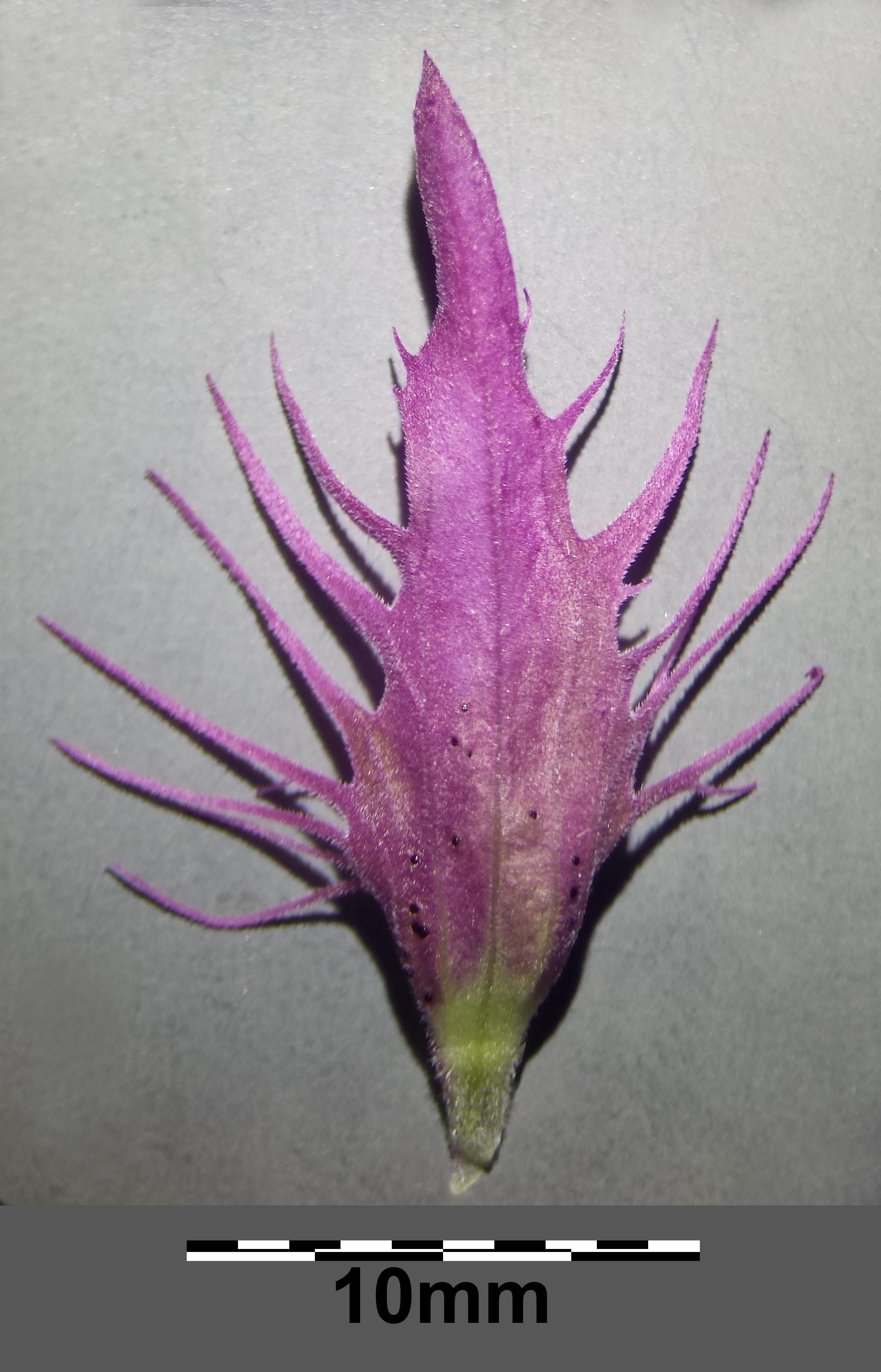
Purpurnes oberes Deckblatt mit schwarzen Drüsenpunkten

## Ökologie
Beim Acker-Wachtelweizen handelt es sich um einen mesomorphen Therophyten. Es handelt sich um einen Halbparasiten (Hemiparasit) auf Getreide und anderen Gräser-Arten, deshalb findet man den Acker-Wachtelweizen vor allem auf (kalkhaltigen) Ackerflächen, daher der deutsche Trivialname.
Es findet Insektenbestäubung oder Selbstbestäubung statt. Bestäuber sind meist Hummeln.
Die Samen werden durch Ameisen ausgebreitet (Myrmekochorie).

## Vorkommen
Der Acker-Wachtelweizen kommt in fast ganz Europa vor, im Norden reicht sein Verbreitungsgebiet bis Südschweden. Außerhalb Europas kommt er in der Türkei und im Kaukasusraum vor.
In Deutschland ist diese Art nur im Süden verbreitet, im Norden sowie südlich der Donau und in den Alpen ist sie selten.
Sie besiedelt hauptsächlich Staudensäume trockenwarmer Standorte und Äcker und kurzlebige Unkrautfluren, Nebenvorkommen gibt es auf Trocken- und Halbtrockenrasen, sowie auf halbruderalen Queckenrasen trockenwarmer Standorte. Er kommt in Mitteleuropa in Gesellschaften der Verbände Caucalidion lappulae oder Geranion sanguinei vor.

## Taxonomie
Die Erstveröffentlichung von Melampyrum arvense erfolgte 1753 Carl von Linné. Synonyme von Melampyrum arvense L. sind: Melampyrum argyrocomum Steud., Melampyrum cretaceum Czern. nom. nud., Melampyrum pseudobarbatum Schur, Melampyrum semleri Ronniger & Poeverl., Melampyrum arvense L. subsp. arvense, Melampyrum arvense subsp. pseudobarbatum (Schur) Beck, Melampyrum arvense subsp. schinzii Ronniger, Melampyrum arvense subsp. semleri (Ronniger & Poeverl.) Ronniger, Melampyrum arvense subsp. tuzsonii Soó, Melampyrum arvense var. semleri (Ronniger & Poeverlein) D.Hartl. Alle Subtaxa gelten als Synonyme.

## Belege